# Carl Oscar Fredrik Kuhlau
Carl Oscar Fredrik Kuhlau, född 1 februari 1849 i Uddevalla, död 17 juli 1905 i Göteborg, var en svensk violinist. 
Innan Kuhlau inledde sin militära karriär ingick han i Göteborgs skarpskyttemusikkår. 1868 anställdes han som fältmusikant vid Gotlands infanteriregemente och påbörjade samtidigt studier vid musikkonservatoriet, där han avlade examen 1873. Under studietiden anställdes han vid hovkapellet 1871. Åren 1875-1876 tillbringade han i Berlin där han studerade för Joseph Joachim. Hemkommen från Berlin överfördes Kuhlau från andra till första violin i hovkapellet. Som sådan kvarstod han tills han avgick 1889. 1883 hade Kuhlau utsetts till musikdirektör och utnämnts till fanjunkare vid Västgöta regemente. Därifrån tog han avsked 1905. 1890-1894 innehade han även en musikbefattning vid Göta artilleriregemente, där han under flera år verkade som dirigent. Av ett femtiotal kompositioner kan nämnas marschen Till Konungen, Lägerliv, minnen från Axvall, tillägnad HKH Prins Carl, Västgöta regementes paradmarsch samt ett flertal pianostycken. Kuhlau var inte släkt med den tysksvenska eller danska släkten Kuhlau.